# Ominaeshi (Nō)

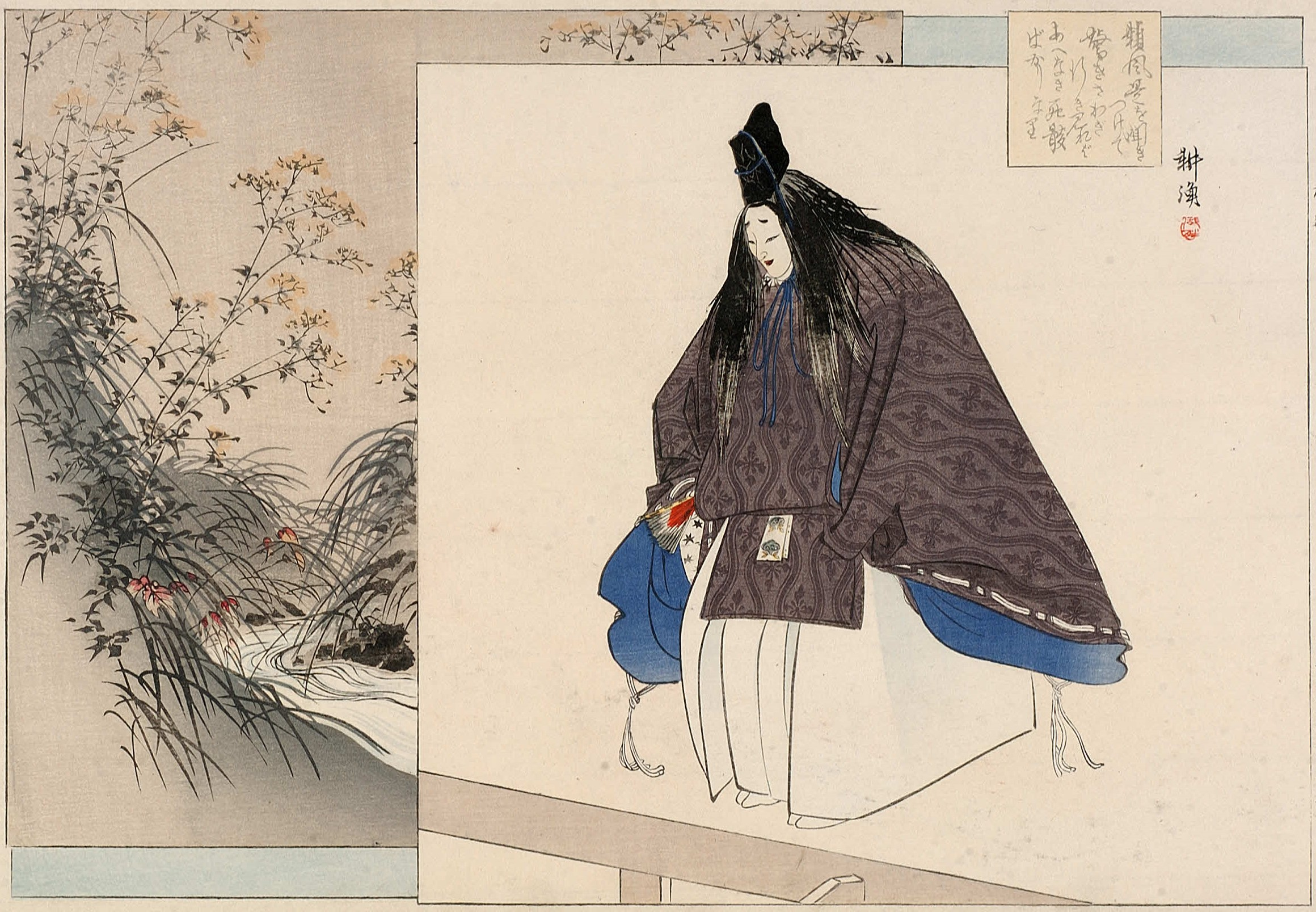
Szene aus Ominaeshi

Ominaeshi (japanisch 女郎花), Mädchenblüten, ist der Titel eines Nō-Dramas, verfasst von Seami. Das Stück ist im Rahmen der Nō-Kategorie ein Viertspiel. 

## Vorbemerkung
Ominaeshi ist die japanische Bezeichnung für den buschartigen Goldregen. Ono no Yorikaze (小野 頼風; 894–966) war ein bekannter Kalligraf der Heian-Zeit.
Es treten folgende Personen auf:
- Waki: Ein Mönch
- Shite I: Ein alter Mann
- Shite II: Geist des Ono no Yorikaze
- Tsure: Der Geist seiner Geliebten

## Handlung
1. Akt
  1. Mit Namensnennungsflöte tritt der reisende Mönch aus Matsuura auf. Namens-, Weg- und Ankunftsnennung. Zur Hauptstadt reisend kommt er zum Otokoyama des Schreins Iwashimizu Hachima und sieht die Blüte hier überaus herrlich blühen. Seit Alters her sind der Berg und das Schreingebiet dafür berühmt. Zum Andenken will der Mönch eine Blüte abbrechen.
  2. In der unkenntlichen Gestalt eines alten Mannes naht der Geist des verstorbenen Liebenden, vom Dichter Ono no Yorikaze, und hält den Priester ab: „Seit Alters her sagt Ryōei Honchobunsui, dass die Blüte gedämpften Kastanien gleicht. Die goldgelbe Farbe gemahnt so herrlich an eine schöne Frau, daher der Name. Mit dieser Blume vereint, Frau und Mann, lebe man glücklich, sagt man.“ Der Priester wundert sich, dass der Alte, wo doch so viele blühen, nicht eine gepflückt haben will und fragt „Wer seid Ihr denn?“ – „Ich bin der Blumenwart“. – „Und ich als Priester, darf ich nicht eine Blume Buddha opfern?“ „Sang nicht Sugawara, der Himmelsgott: Bräche ich so schöne Blumne, befleckte es meine Hand … drum bring‘ ich sie, ohne sie zu pflücken, der Drei Welten Buddha dar“. Lied folgt auf Lied. Erstchor.
  3. Priester. „Doch will ich den Schrein besuchen.“ Der Alte: „Auch ich gehe dahin.“ Lobpreis des Schreins. „Doch sagt mir, was verbindet der Schrein mit der Frauenblüte?“ „Seht hier, am Fuße des Berges das Mannesgrab und das Frauengrab. Sie war der Hauptstadt Kind, er wohnte hier am Berge … Und alle trauern heute noch um die beiden … Und ich … bin jener Mann der Verstorbenen, Ono no Yorikaze.“ Er tritt ab.
  4. Zwischenspiel mit ausführlicher Darlegung des Geschehen: Er hat sie geliebt und ihr die Treue geschworen, ist aber dann verschwunden. Sie wartete und wartete, von Liebe und Sehnsucht verzehrt. Und als sie sich aufmachte, den Mann zu suchen, da hatte er die Treue gebrochen. Sie stürzte sich vor Gram in den Hōjō-Fluss am Otokoyama. Er hört davon, will sie retten. Weinend nimmt er die Tote auf und bestattet sie in der Erde im Frauengrab. Eine wunderschöne Blume blüht aus dem Grab hervor, sie ist zur Blume geworden. Der Mann liebt die Blume, sie ist seine Geliebte. Der Tau der Blume sind ihre Tränen. Doch wie sehr er auch mit der Blume zusammen sein will, sie wendet sich ab, wenn er sie leise berührt. Gram und Groll gegen den Treulosen durchzittert sie. Und der Mann findet keine Ruhe, bis er selbst der Geliebten nach in den Tod geht. Aber auch in der anderen Welt finden sie keine volle Ruhe, noch immer haftet dieses Shūshin (執心) „Seelenhafte“ am Irdischen. Halt Tod, halb Leben, das ist ihre Existenz.
2. Akt 
  1. Wartegesang des Priester, ein Gebet. Mit Orchesterklang erscheint dem Priester im Traum der Geist des Mannes und der Frau in wahrer Gestalt. Wechselrede. Wechselrede zwischen den Dreien- „Ach, da empfand ich meines Weibes Schmerz und warf mich in die Tiefe … ganz meine Schule ist alles … Zu ihr zu gehen beschloss ich, in Liebe nach ihr verlangend … -dem Weibesgrab zur Seite wird das Mannesgrab … oh, trauert, betet! – Oh, Sehnsucht, Liebe …“ Übergang zum Kakeri. „Gestraft, gequält von Dämonen falscher Lust und Treulosigkeit bin ich … Auf steilem Schwerterberg seh‘ ich die Geliebte und will empor zu ihr. Die scharfen Spitzen dringen in mich ein. Steinblöcke stürzend, mich zermalmend … furchtbare Vergeltung ich empfange!“
  2. Chor: „Doch Frauenblüte ist wie Lotus. Aus ewiger Beziehung, die da waltet, mag doch. Auf dem Lotusthron des Paradiese neugeboren, Buddhawerdung sich auch bei ihnen einstellen.“ (Im Morgengrauen erwacht der Mönch, und die Geister entschwinden.)